# Haliophasma alaticauda
Haliophasma alaticauda är en kräftdjursart som beskrevs av Amar 1966. Haliophasma alaticauda ingår i släktet Haliophasma och familjen Anthuridae. Inga underarter finns listade i Catalogue of Life.